# Ridge Racer 3D
Ridge Racer 3D är ett racingspel för Nintendo 3DS, som utvecklats av Namco Bandai Games. De första bilderna av spelet läckte ut i början av november 2010 och Namco bekräftade att TV-spelet skulle släppas senare under 2011.

## Gameplay
Ridge Racer 3D är ett arkadracingspel som handlar om tävlingsbilar som tävlar på banor och driftar samtidigt. Det finns två huvudsakliga spellägen: Single Player och Versus. Versus är ett multiplayer-läge som låter en spela mot andra spelare via trådlöst internet i Standard Race, One-Make Race eller Team Battle antingen via ett webbhotell eller genom att gå med i ett lopp med hjälp av Nintendo 3DS Local Play. Andra spellägen är: Records (där man kan visa sina rekord som man uppnått i Single Player eller kolla sin lokala ranking), AV player (där man tittar på repriser av sina lopp medan man lyssnar på musik), Options (ändra sina inställningar) och Garage (visa och ändra vilka bilar som man har köpt). Spellägen i Single Player är:
- Grand Prix: - Tävla i en serie tävlingar för att vinna nya bilar och lustgasutrustning eller att göra dem tillgängliga för köp.
- Quick Tour: - Spela i en serie tävlingar som genereras automatiskt från ens önskemål.
- Play Time: - Tävla med en tidsgräns på 3 till 30 minuter, som multipliceras med 3 minuter.
- Course Type: - Här väljer man om man vill drifta eller köra med hög fart.
- Race Category: - Välj mellan fyra olika kategorier att tävla i.
- Standard Race: - Välj bil och en bana för att tävla mot 7 motståndare.
- One-Make Race: - Välj bana och tävla mot 7 motståndare där alla använder samma bilmodell.
- Time Attack: - Tävla runt en bana så snabbt som möjligt på 3 varv för att uppnå den snabbaste tiden eller slå ett spöke.
- StreetPass Duel: - Tävla mot spöken från andra spelare som förvärvats via StreetPass.

### Drifting
Det finns tre olika sorter av drifting i Ridge Race 3D, de är dessa:
- Mild: - Milda maskiner är lättare än de andra kategorierna och är mycket snabbare på att återhämta sig från ett sladd, men de kan inte hålla längre sladdar så bra.
- Dynamic: - Dynamiska maskiner är bra på att göra långa sladdar och är mycket mer kapabla att styra i sladdar, men de har svårare att återhämta sig från sladdar och är svårare att kontrollera än de andra kategorierna.
- Standard: - Denna drifttyp är en bra kombination av både milda och dynamiska drifttyper. De är bra på att både kontrollera längre sladdar, men också att återhämta sig från dem.

### StreetPass
I Ridge Race 3DS kan StreetPass-funktionen användas för dueller en mot en. Dessa tävlingar sker i form av spökdueller, som laddas ner till spelarnas 3DS via StreetPass och kan sedan användas i lopp.

### Racing
Regler och bestämmelser för tävlingar skiljer sig från en tävling till nästa men den övergripande känslan i loppen är densamma. Antalet spelare man tävlar mot kan vara mellan 1 och 7, även om det vanliga antalet motståndare är 7 för de flesta lopp. Innan man startar en tävling kan man välja om man vill ha stödsaker, dessa inkluderar raketstart, över-gränsen start och olika lustgasladdningar. Även när man väljer en bil kan man ändra utseende och inställningar för drift, de funktionerna är:
- Nitrous Type: - Hur lustgas laddas och används.
- Body Design: - Detta ändrar dekaler och färgscheman på bilen.
- Finish: - Typ av färg.
- Body Colour: - Färgen på bilens lack.

## Musik

### Disk 01
- Psychokinesis - SamplingMasters MEGA
- Stream of Lights - Hiroshi Okubo
- Venomous - Rio Hamamoto
- Heat Shadows - Rio Hamamoto
- Phantasize - Ryo Watanbe

### Disk 02
- NOx Warheads - SamplingMasters AYA
- Rolling Glider - Keiichi Okabe
- Nitro Right Now - Taku Inoue
- Burn Up The Road - Hiroshi Okubo
- Angel Halo - Rio Hamamoto

### Disk 03
- Call of Apsara - SamplingMasters ATA
- My Crazy Chainsaw - SamplingMasters AYA
- Aberration - LindaAI-CUE
- Napalm Sled - SamplingMasters MEGA
- Dr. Mad's Gone - SamplingMasters MEGA

### Disk 04
- Ridge Racer - Megaten
- Drive U 2 Dancing Remix - AYA
- Euphoria - AYA
- Rotten7 Remix - Megaten
- M.T.T.B. - Hiroshi Okubo

### Disk 05
- Orbital Rock - Hiroshi Okubo
- Rage Racer Remix - Hiroshi Okubo
- DareDevil - Kohta Takahashi
- Move Me - Kohta Takahashi
- Freak Out - Akitaka Tohyama

### Disk 06
- Combustion - SamplingMasters MEGA
- Explorers - Hiroshi Okubo
- Ultra Cruise - Tetsukazu Nakanishi
- Trail of Light - J99
- Radiance - Sanodg

### SP Disk
- Pac Rainbow - Akitaka Tohyama
- Pac Demensions - Hiroshi Okubo
- Pac Avenue - Taku Inoue
- Pac Logic - Hiroyuki Kawada
- Run Pac-Man Run - Akitaka Tohyama